# Себешу-де-Жос
Себешу-де-Жос (рум. Sebeșu de Jos) — село у повіті Сібіу в Румунії. Входить до складу комуни Турну-Рошу.
Село розташоване на відстані 193 км на північний захід від Бухареста, 21 км на південний схід від Сібіу, 137 км на південний схід від Клуж-Напоки, 99 км на захід від Брашова.

## Населення
За даними перепису населення 2002 року у селі проживали 684 особи, усі — румуни. Усі жителі села рідною мовою назвали румунську.